# Hoofse roman
De hoofse roman is een type ridderroman. Het genre is in het midden van de 12e eeuw ontstaan in de Provence in Frankrijk en werd aan het eind van deze eeuw ook in de Lage Landen populair en bekend in een deel van het huidige Duitsland (bijvoorbeeld Thüringen). In de Eneasroman van Hendrik van Veldeke zijn al sporen van dit van oorsprong Franse model terug te vinden.
Naast de oude adel, die vooral uit grootgrondbezitters bestond en volgens het leenstelsel leefde, ontstond rond die tijd een nieuwe aristocratie aan het hof, die de hoofsheid (courtoisie) hoog in het vaandel had staan. De hoofse cultuur ontwikkelde zich als systeem van beschaafde omgangsvormen. De hoofse roman speelde een belangrijke rol bij het verspreiden daarvan.
De belangrijkste kenmerken van de hoofse roman zijn: een hoge waardering van de vrouw, moedige, sterke en slimme ridders (list en sluwheid worden daarbij hoger aangeslagen dan kracht en moed), de liefde (met name de hoofse liefde) als centraal thema, en een neiging naar wonderen en sprookjeselementen.

## Onderverdeling
Hoofse romans kunnen onderverdeeld worden in drie categorieën:
- de klassieke roman, duidelijk geïnspireerd door de klassieke oudheid, zoals Griekse en Romeinse verhalen;
- Oosterse romans: veelal een verhaallijn over de liefde tussen een christen en een heiden, met de kerstening van de heiden als uitkomst. Deze romans spelen zich meestal af in het Midden-Oosten en zijn duidelijk geïnspireerd door de kruistochten. Een bekend voorbeeld is Floris ende Blancefloer;
- Keltische, Britse of Arthurromans: romans met betrekking tot de Arthurlegende.

Een bekende Middelnederlandse Arthurroman is Walewein.